# Dinattus erebus
Dinattus erebus är en spindelart som beskrevs av Bryant 1943. Dinattus erebus ingår i släktet Dinattus och familjen hoppspindlar. Inga underarter finns listade i Catalogue of Life.